# Macronyx
Macronyx är släkte i familjen ärlor inom ordningen tättingar. Släktet omfattar vanligen åtta arter som alla förekommer i Afrika söder om Sahara:
- Kikuyupiplärka (M. sharpei)
- Etiopienpiplärka (M. flavicollis)
- Saffranspiplärka (M. fuelleborni)
- Orangestrupig piplärka (M. capensis)
- Gulstrupig piplärka (M. croceus)
- Panganipiplärka (M. aurantiigula)
- Scharlakanspiplärka (M. ameliae)
- Angolapiplärka (M. grimwoodi)

Arterna i släktet kallades tidigare sporrpiplärkor på svenska. Namnen har dock justerats 2022 efter att genetiska studier visat att sporrpiplärkor inte är en monofyletisk grupp och att arterna har heller inte någon egentlig sporre.